# Пнеумонолиза
Пнеумонолиза  је историјска метода лечења кавитарне туберкулозе горњих режњева плућа. Заснива се на одвајање прираслог плућа од плућне марамице (плеуре), како би се омогућио колапс плућа. Ова застарела метода некада се доста користио за лечење туберкулозе плућа пре увођења ефикасних антитуберкулозних лекова, када се лечење туберкулозе састојало од одмора, изолације и правилне исхране.
За аову методу користи се и термин пломбажа, који потиче од латинске речи за олово, плумбум, што се односи на убацивање инертне супстанце у плеуралну шупљину.

## Основне информације
Ова метод заснивала се на веровању да ће, ако је болесни режањ плућа физички присиљен да колабира, брзо зацелити. У том смислу било је позитивних резултата у терапији туберкулозе током 1930-их, 1940-их и раних 1950-их, када туберкулостатици нису били у примени.
Међутим, увођењем лекова који су били ефикасни у уништавању узрочника туберкулозе терапија пнеумолизом све мање је захтевала примену пнеумонолизе. Поред тога, компликације након примене ове методе почеле су да се све више јављају код пацијената који су тако лечени. Ове компликације су укључивале крварење, инфекцију и фистулизацију (стварање комунукационог отвор између два шупља органа) бронха, аорте, једњака и коже.  
Пнеумонолиза се мора применити релативно брзо након развоја вентилног пнеумоторакса јер што дуже постоји фистула, то је већа опасност од инфекције плућне марамице и исцрпљености пацијента.

## Метода
Техника пнеумонолизе је подразумевала хируршко стварање шупљине испод ребара у горњем делу зида грудног коша и попуњавање овог простора неким инертним материјалом. Обично су коришћене различите супстанце које су укључивале ваздух, маслиново или минерално уље, газу, парафински восак, гумене фолије или кесе. Уметнути материјал требало је да присили  горњи режањ плућа да колабира.

### Врсте
Пнеумонолиза се може извести једном од следеће две хируршке процедур:
Ектраекстраплеурална пнеумонолиза -  одвајање паријеталне плеуре од фасције зида грудног коша
Интраплеурална пнеумонолиза -  одвајање висцералног и паријеталног слоја плеуре. Може се применити код у отприлике половини случајева пнеумоторакса к других стања која су компликован адхезијама. Ако је немогуће побољшати колапс пнеумонолизом, мора се извршити торакопластика.

## Компликације
Могуће компликације пнеумонолизе укључивале су крварење и фистулизацију плеуре, дисајних путева, једњака, коже и великих грудних крвних судова, као и инфекцију, за коју се извештава да се појавила чак 57 година након нтервенције.